# Pseudodidymocentrus
Pseudodidymocentrus is een kevergeslacht uit de familie van de boktorren (Cerambycidae). De wetenschappelijke naam van het geslacht werd voor het eerst geldig gepubliceerd in 1956 door Breuning.

## Soorten
Pseudodidymocentrus is monotypisch en omvat slechts de volgende soort:
- Pseudodidymocentrus excavatipennis Breuning, 1956